# 崇成里
22°58′16″N 120°13′44″E / 22.9712457°N 120.2289146°E
崇成里大致是位在由臺南市東區崇道路、崇善路、崇德十五街、崇德路、生產路與崇明路圍成的區域之中，東邊與南邊為崇善、崇文與東智三里，西為崇明里，北為崇德里。
此區原為崇善里的一部分，於民國八十三年（1994年）獨立出來，後來在民國九十一年（2002年）2月4日此里南邊又分出崇文里而成今貌。

## 里內設施
- 臺南市立醫院[1]